# Ратскирхен
Ратскирхен (њем. Rathskirchen) општина је у њемачкој савезној држави Рајна-Палатинат. Једно је од 81 општинског средишта округа Донерсберг. Према процјени из 2010. у општини је живјело 201 становника. Посједује регионалну шифру (AGS) 7333201.

## Географски и демографски подаци
Ратскирхен се налази у савезној држави Рајна-Палатинат у округу Донерсберг. Општина се налази на надморској висини од 290 метара. Површина општине износи 5,1 km². У самом мјесту је, према процјени из 2010. године, живјело 201 становника. Просјечна густина становништва износи 39 становника/km².